# Jaroslav Kříž (chemik)
Jaroslav Kříž (* 5. června 1939 Plzeň) je český vědec, chemik, spisovatel a filosof.

## Život a dílo
Po absolutoriu Vysoké školy chemicko-technologické v Praze v roce 1961 pracoval krátce v průmyslovém výzkumu v Ústí nad Labem a pak v letech 1964–1973 v Ústavu makromolekulární chemie ČSAV, kde získal v roce 1968 titul CSc. V roce 1973 byl z politických důvodů propuštěn z Akademie věd a pracoval dalších 17 let v průmyslovém výzkumu (Barvy a laky n. p.). V roce 1990 byl přijat zpět do Ústavu makromolekulární chemie, kde pak zastával různé funkce včetně předsedy vědecké rady a vedoucího vědeckého oddělení. V roce 2002 zde obhájil doktorskou disertaci a získal titul doktora věd (DrSc.).
V roce 1961 pojal za manželku Ing. Irenu Šabovičovou, též absolventku VŠCHT v Praze. V roce 1965 se jim narodil syn Igor, který je profesorem matematiky na Michiganské univerzitě.
Jako vedoucí vědecký pracovník Ústavu makromolekulární chemie se v oboru fyzikální chemie makromolekul zabýval především metodami nukleární magnetické rezonance a kvantové chemie. Věnoval se systematickému studiu kooperativity při autoorganizaci makromolekul, za což obdržel i Cenu Učené společnosti ČR v roce 2003.
Působil i jako spisovatel, knižně publikoval novelu Doteky ve tmě (Ikar, 2004), romány Kruhy na vodě (Paseka, 2005) a Sestra Mneme (Ikar, 2007) a sbírku literárně-filosofických esejů Postavy a světy (Práh, 2002). Časopisecky a v rozhlase byla zveřejněna řada jeho povídek, psaných česky a anglicky (např. povídka Late Spring, vyhodnocená BBC v roce 1985).
V oblasti filozofie vytvořil originální Filosofii určitosti, jejíž Generativní these vyšly v 80. letech, stejně jako další práce (Vědomí a určitost, Rozhovor o vzdálenosti přítomného aj.) Kromě toho publikoval řadu axiologických a epistemologických prací v časopisech Kritický sborník, Estetika, Tvar aj.